# Manon Bresch
 (septembre 2022).
Manon Bresch, née le 4 janvier 1998 à Paris, est une actrice française. Elle est connue pour son rôle de Thérèse dans la série Plus belle la vie.

## Biographie

### Enfance
Manon Bresch est d'origine française et camerounaise, et, bien que vivant en France, a déjà visité le Cameroun pendant les vacances.

### Débuts
Elle fréquente le cours Florent à Paris pendant douze ans tout en poursuivant ses études. Elle fait ses débuts au cinéma en 2012, avec un petit rôle dans Les Papas du dimanche. À la télévision, elle commence à incarner Yasmine, une amie proche de Salomé, dans la série Clem en 2015.

### Carrière
En septembre 2015, Manon Bresch incarne pour la première fois Thérèse Marci, fille adoptive de Thomas et Gabriel, dans le feuilleton Plus belle la vie - son rôle le plus célèbre. Remplaçant Tia Diagne dans ce rôle, Manon Bresch reste dans la série de 2015 à 2019, avant d'être à son tour remplacée par Léa Kerel.
En 2017, Manon Bresch incarne Charlotte Castillon, une jeune coureuse inexplicablement assassinée à la vue de tous, dans le téléfilm Noir enigma,. En 2019, elle a joue le rôle de Luisa, une étudiante dotée de compétences vaudou dans Mortel, une série télévisée sur des meurtres surnaturels et mystérieux. En 2020, elle incarne Sirley, une étudiante en difficulté en Guyane française, dans le film italien Maledetta primavera. En 2021, elle devient ambassadrice de la marque de montres Breitling.
En 2023, Manon Bresch joue aux côtés de Mélanie Laurent, Adèle Exarchopoulos et Isabelle Adjani dans le film Netflix Voleuses. Le film, adapté de la bande dessinée La Grande Odalisque, est l'un des plus grands succès mondiaux de la plateforme lors sa sortie,,. Son personnage est Sam, une pilote d'évasion qui est recrutée par deux voleuses pour commettre le vol de l'œuvre d'art La Grande Odalisque. Manon Bresch se dit très enthousiasmée par ce rôle et réalise elle-même toutes ses cascades. Elle fait par ailleurs état d'une belle relation avec les deux Mélanie Laurent et Adèle Exarchopoulos, plus expérimentées, affirmant que la première — qui est aussi réalisatrice du film — l'a traitée de manière maternelle que la seconde l'a beaucoup rassurée.
Toujours en 2023, Manon Bresch tourne dans le drame historique Celui qui soigne - Muganga de Marie-Hélène Roux, dont la sortie est prévue en 2024 ; cette production franco-belgo-gabonaise raconte le quotidien de Denis Mukwege, médecin congolais et lauréat du prix Nobel de la paix, qui a traité des milliers de femmes victimes de viol de guerre pendant les guerres civiles du Congo.

### Vie privée
Manon Bresch a pratiqué le judo et le tennis et a fait de la danse contemporaine.

### Engagements
Manon Bresch est une femme engagée. Elle est l'une des membres honoraires de la Fondation pour la mémoire de l'esclavage pour laquelle elle a tourné dans le spot de la campagne de communication #CestNotreHistoire (dirigé par Leïla Sy) en accompagnement du Mois des Mémoires 2021 et la commémoration des 20 ans de l’adoption de la loi dite Taubira du 21 mai 2001 portant reconnaissance de la traite et de l’esclavage comme crime contre l’humanité et fait partie du jury du premier concours d'éloquence de la Fondation en 2023.
Elle contribue également aux projets de Joie de vivre, une association visant à aider les enfants du Cameroun.
Elle est aussi marraine de l’Association Régionale d'Aide aux Handicapés Moteurs (ARAHM) dans sa région Grand Est.

## Filmographie

### Longs métrages
- 2012 : Les Papas du dimanche de Louis Becker : le rôle d'une enfant
- 2016 : C'est quoi cette famille ?! de Gabriel Julien-Laferrière : l'une des copines d'Oscar
- 2020 : La Troisième Guerre de Giovanni Aloï : Jenny
- 2021 : Maledetta primavera d'Élisa Amoruso : Sirley
- 2023 : Une zone à défendre de Romain Cogitore : Fred
- 2023 : Voleuses de Mélanie Laurent : Sam
- 2024 : Celui qui soigne - Muganga de Marie-Hélène Roux : Maïa Cadière
- 2024 : Jeunesse, mon amour de Léo Fontaine : Lila

### Courts métrages
- 2018 : Je sors acheter des cigarettes d'Osman Cerfon : Louise
- 2023 : Les cœurs en chien de Léo Fontaine : Océane

### Télévision
- 2015 - 2018 : Clem d'Emmanuelle Rey Magnan et Pascal Fontanille : Yasmine
- 2015 - 2019 : Plus belle la vie d' Hubert Besson : Thérèse Marci #2
- 2015 : Noir enigma, de Manuel Boursinhac : Charlotte Castillon[18],[19]
- 2017 : Des jours meilleurs de Frank Bellocq : Cindy
- 2017 : La Stagiaire d'Isabel Sebastian et Laurent Burton : Aminata Diakhaté
- 2018 : Le Jour où j'ai brûlé mon cœur de Christophe Lamotte : Clara
- 2019 : Les Grands de Vianney Lebasque et Joris Morio : Maya
- 2019 - 2021 : Mortel de Frederic Garcia : Luisa
- 2020 : Baron noir de Ziad Doueiri et Antoine Chevrollier : Lucie
- 2021 : Lama'scarade : Luisa (voix)
- 2022 : Détox de Marie Jardillier : Lilou, l'instagrameuse

### Clip
- 2018 : Leticia de Jazzy Bazz : Leticia

## Hommage
Le 18 mars 2023, l'artiste Max D. Carter rendra hommage à l'actrice en lui dédiant une chanson, Manon, figurant sur son album Singulièrement Vôtre. Manon Bresch remerciera le chanteur en évoquant la musique lors de son passage à la radio Mouv'.
Le 29 août 2024, l’artiste Tiakola en featuring avec MC Cebezinho (sur le remix) Oskoow et Ryflo lui rendront hommage avec la chanson Manon B, extrait de sa mixtape BDLM. Elle le remerciera ensuite dans une vidéo qui sera diffusée lors d’une interview Konbini.